# Tanxugueiras
Tanxugueiras — галісійське фольктріо, утворене в 2016 році Аїдою Тарріо та сестрами-близнючками Олаєю та Сабелою Манейро. Група прагне поєднати сучасне звучання з традиційною галісійською музикою. Їхня творчість напрямлена на такі теми як порозуміння між різними народами, захист галісійської мови та культури та фемінізм.

## Історія створення

### Початок
Tanxugueiras здобули визнання в Іспанії ще до виходу свого першого альбому. На початку 2017 року в соцмережах набуло популярності відео, де тріо співає з A Banda das Crechas у Глазго. Пізніше, у 2017 році, вони разом з іншим галицьким гуртом A banda da Loba створили пісню Pepa .

### 2018:Tanxugueiras
У 2018 група випустила свій перший альбом під назвою Tanxugueiras, завдяки якому вони отримали премію MIN 2018 за найкращий альбом галицькою мовою.

### 2019:Contrapunto
У 2019 році гурт отримав премію «Martín Códax da Música Prize» у категорії «Традиційна галицька та народна музика» . Того ж року вийшов їхній другий альбом Contrapunto. Його продюсували Tanxugueiras разом із Ісааком Паласіном. У альбомі є як пісні з традиційним звучанням (наприклад, «Perfidia» та «Miña Nai»), так і з сучасним  («Malquerenza» і «Desposorio»).

### Terra, Benidorm Fest
Шанувальники Євробачення виявили бажання бачити на конкурсі один із синглів групи - "Figa". Однак тріо обрало пісню «Terra» для участі в національному відборі Benidorm Fest 2022. За основу треку взято традиційний ритм традиційного галісійського танцю Muiñeira. Пісня досягла шаленого успіху, зібравши понад півмільйона відтворень на таких платформах, як YouTube, Spotify та Apple Music, у перший день релізу.
Tanxugeiras пройшли у фінал нацвідбору, посівши друге місце у півфіналі, поступаючись Шанель із піснею «SloMo». У фіналі Tanxugueiras перемогли за результатами голосування телеглядачів та демоскопічного журі, однак отримали лише п'яте місце із вісьми від професійного журі, що і завадило їм отримати право представляти Іспанію на пісенному конкурсі Євробачення. У фіналі нацвідбору вони посіли третє місце.

## Дискографія

### Альбоми
| Рік  | Назва        | Пісні | Лейбл                                      |
| ---- | ------------ | --- | ------------------------------------------ |
| 2018 | Tanxugueiras | 1. Ai a ribeira 2. Non cho sei 3. Aldeiña de Moscoso 4. Bembibre 5. Tanxugueiras 6. A de sempre 7. En Piornedo 8. Hermillans 9. Que non mo neguen 10. Oleró 11. Glasgow | -                                          |
| 2019 | Contrapunto  | 1. Autocracia 2. Albedrío 3. Perfidia 4. Irmandade 5. Miña Nena 6. Miña Mai 7. O Querer 8. Malquerenza 9. Desposorio 10. Maltraer                                       | Calaverita Records SL і Play Plan Cultural |
| 2022 | TBA          | ? | Calaverita Records SL і Play Plan Cultural |